# Gnamptopteryx perficita
Gnamptopteryx perficita là một loài bướm đêm trong họ Geometridae.